# Áreas protegidas de Mongolia

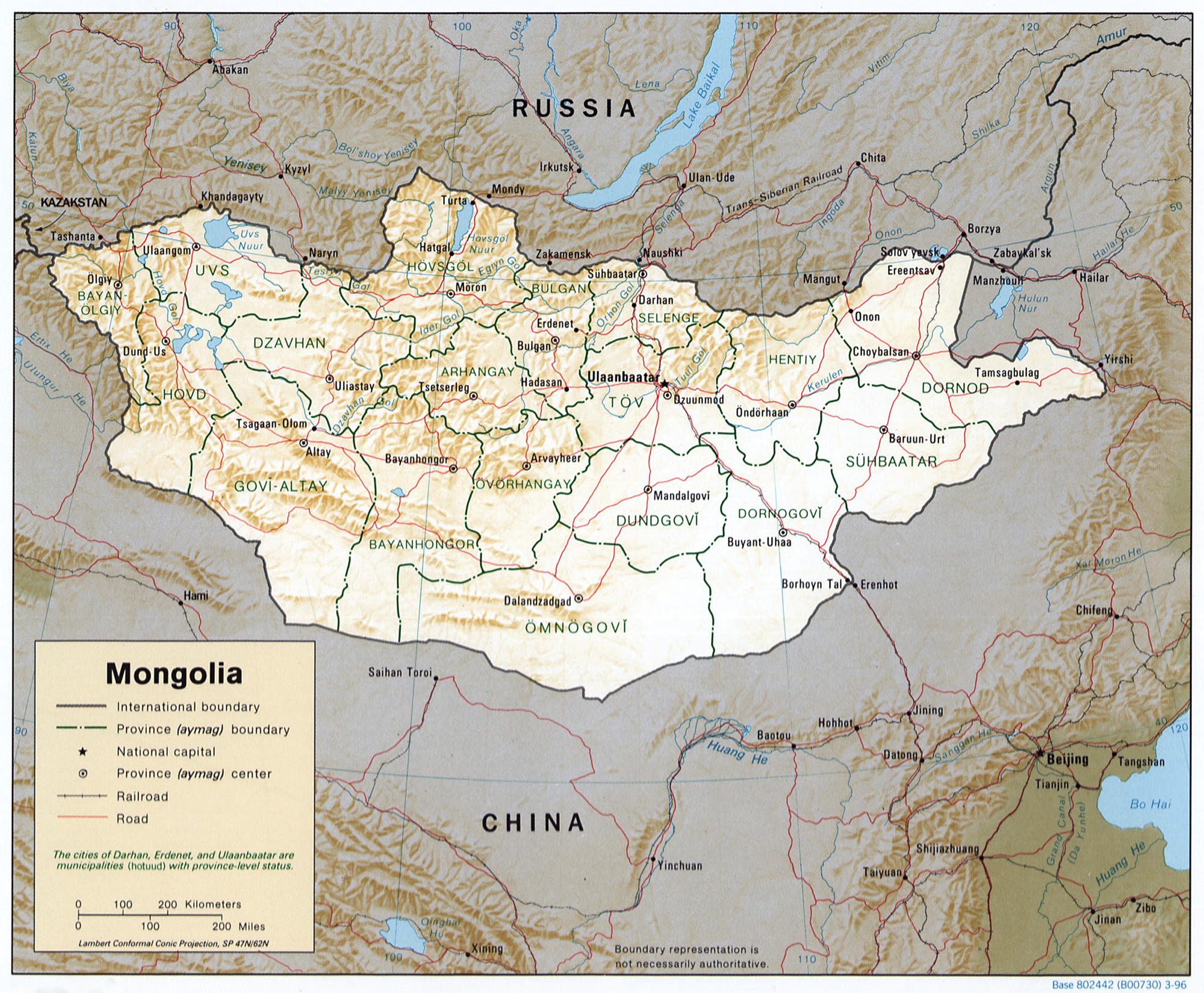
El mapa muestra las ciudades más grandes y los países vecinos a Mongolia.

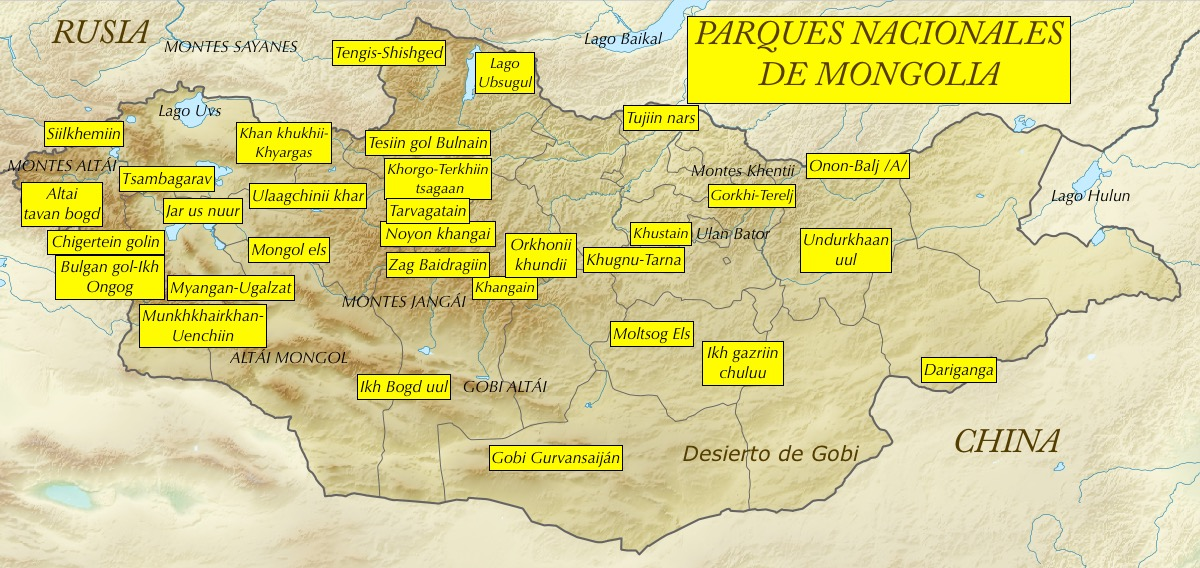
Parques nacionales de Mongolia

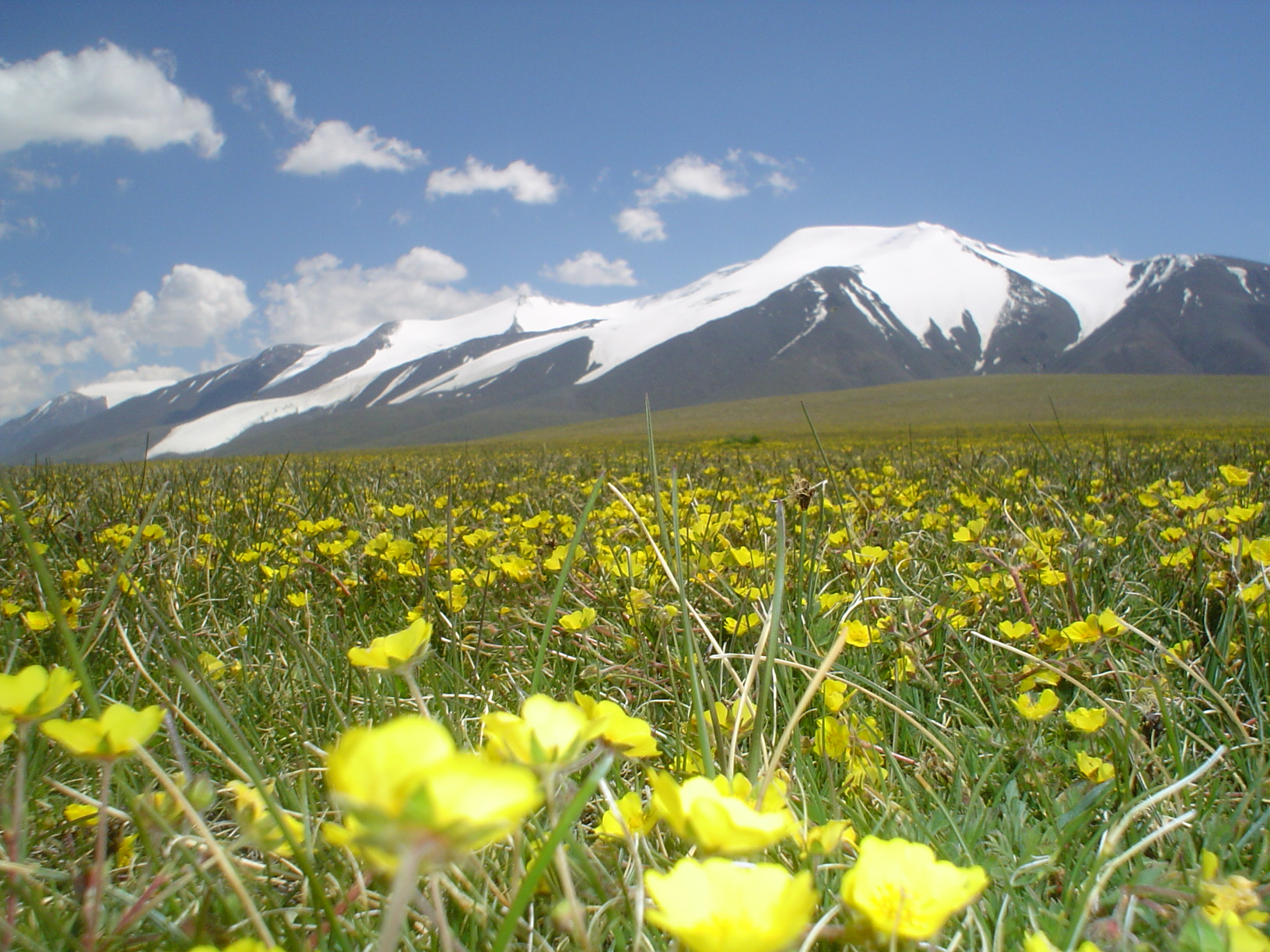
Parque nacional de Tsambagarav Uul

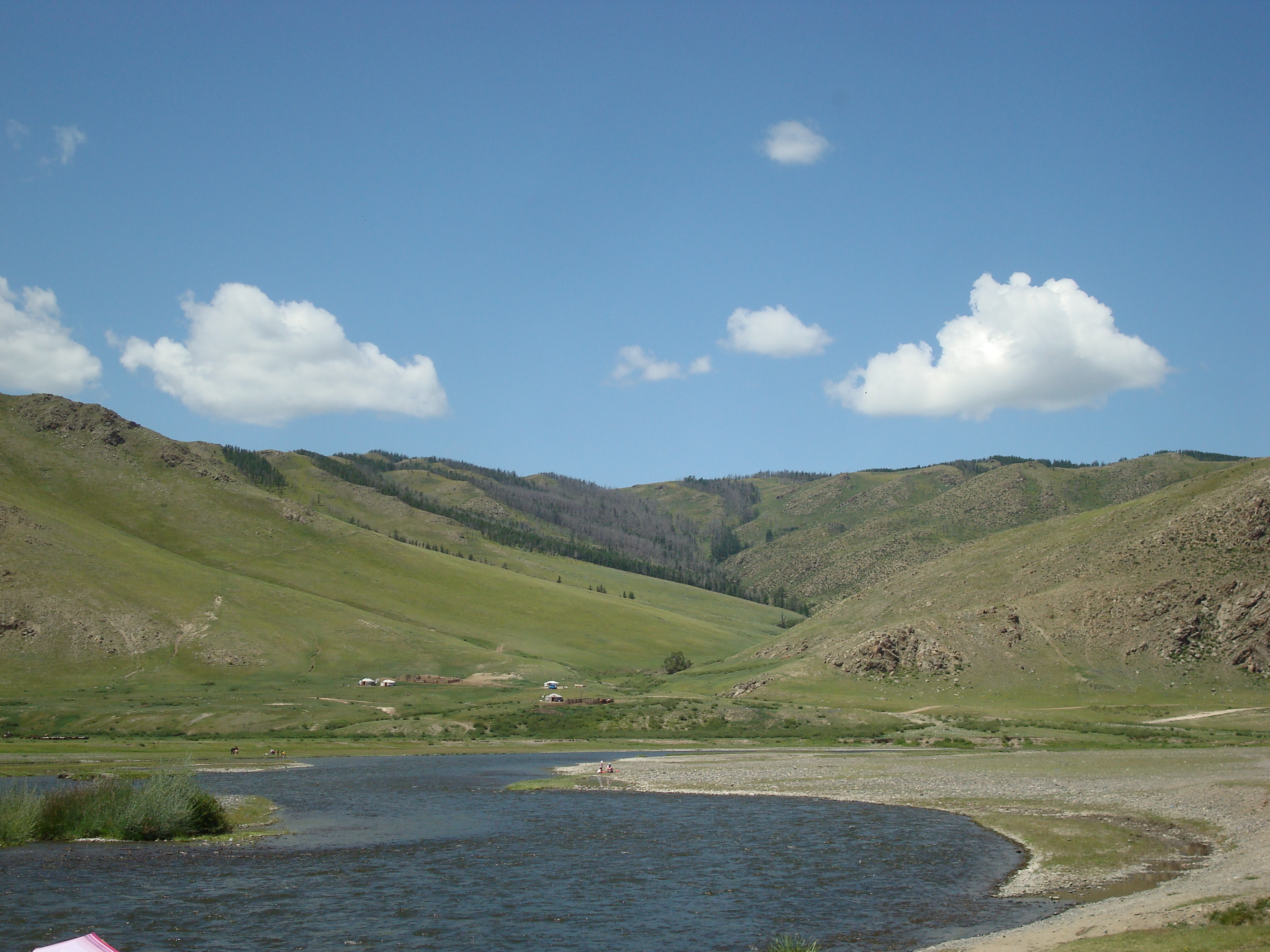
Parque nacional de Khangai Nuruu

En Mongolia se han establecido 109 áreas protegidas, que cubren 310 015 km² —el 19,8 % del territorio nacional (1 565 864 km²)—, divididas en 31 parques nacionales, 32 reservas naturales, 14 áreas estrictamente protegidas y 13 monumentos naturales. Además, hay declaradas 6 reservas de la biosfera de la Unesco, 2 sitios patrimonio de la humanidad y 11 sitios Ramsar.
Mongolia tiene una larga historia de proteccionismo que empieza con la declaración de área protegida de la montaña sagrada de Bogd Khan en 1778, mucho antes que el primer parque nacional de EE. UU., Yellowstone, en 1872. Mongolia divide sus zonas protegidas en cuatro categorías: áreas estrictamente protegidas, parques nacionales, reservas naturales y monumentos maturales.
Puesto que la denominación de las áreas protegidas incluye el nombre de algunos accidentes geográficos, se recuerda que en mongol Nuur significa 'lago', Nuruu  'montañas', Uul  'cima' o 'pico' y Chuluu 'roca'.

## Parques nacionales

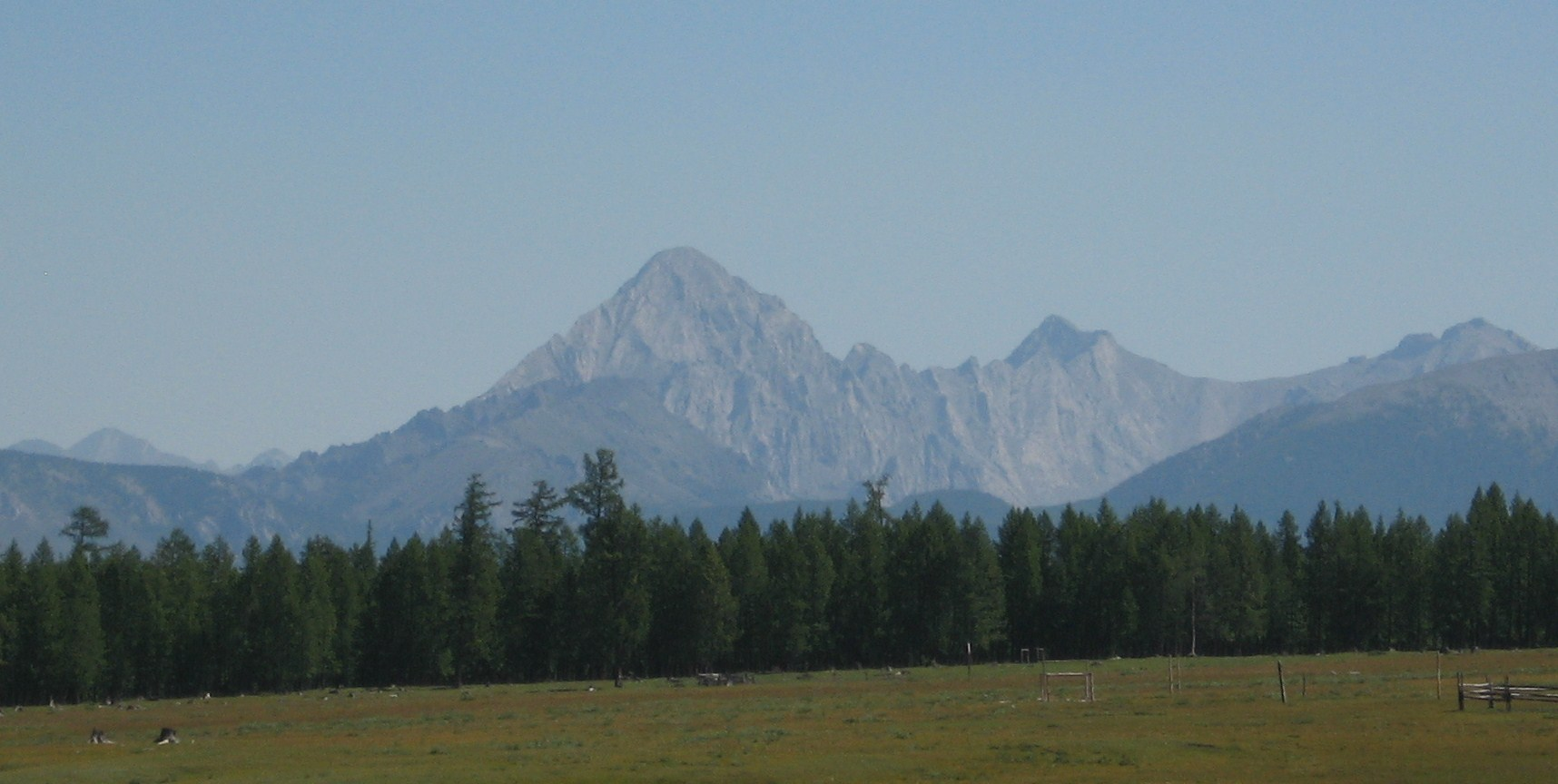
Delgerhaan, el pico más alto de las montañas Khoridol Saridag, en el Parque nacional del lago Ubsugul.

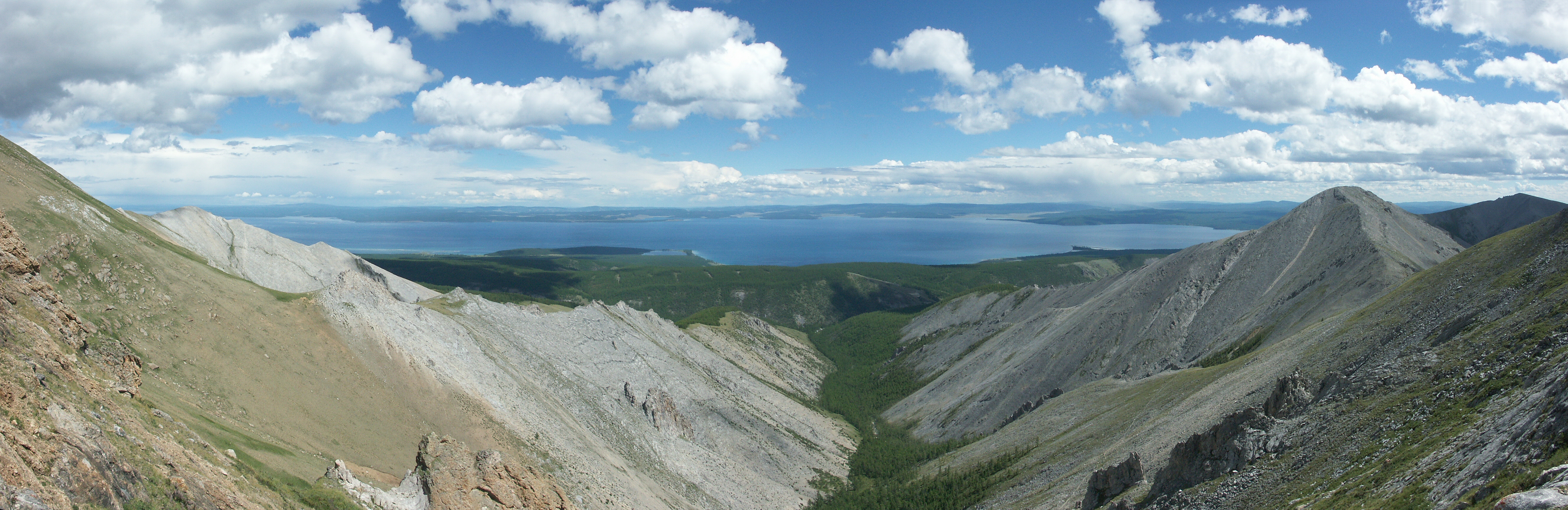
Vista del lago Ubsugul desde las montañas Khoridol Saridag.

En Mongolia se han establecido los siguientes 31 parques nacionales:
- Parque nacional de Gobi Gurvansaiján (26 971 km²), establecido en 1993, el mayor parque del país. Se encuentra en el límite septentrional del desierto de Gobi, en el sur de Mongolia, a 650 km de Ulan Bator y a 45 km de Dalanzadgad, capital de la provincia de Ömnögovi. Destacan las dunas de Khongor, el valle de Yol y los Acantilados Llameantes de Bayanzag, donde se han encontrado huevos de dinosaurio. Hay más de cincuenta especies de mamíferos, entre ellos el asno salvaje, hámsteres, picas, el raro oso del Gobi, gerbilinos, leopardo de las nieves, argalí e íbice siberiano.
- Parque nacional de Gorkhi-Terelj (2920 km²), a unos 75 km al nordeste de Ulan Bator. Amplios valles cubiertos de flores en verano, con dos ríos, Terelj y Tuul. Son características las formaciones rocosas que aparecen como castillos en la montaña.
- Parque nacional de Altái Tavan Bogd (6561 km²), traducido como "los cinco santos de Altái", en la provincia de Bayan-Ölgiy, en la frontera con China y Rusia, en el extremo occidental, contiene los cinco picos más altos de los montes Altái, entre ellos el pico Juiten, de 4374 m, lagos alpinos, unos 34 glaciares, petroglifos, monolitos, túmulos funerarios y cementerios kazajos. En el sitio de Tsagaan Salaa hay unos diez mil petroglifos en un tramo de unos 15 km del valle, que son patrimonio de la Humanidad de la Unesco.[4] Hay argalís, íbices, lobos grises, ciervos rojos, buitres negros, uapitís, leopardos de las nieves, perdigallo altaicos y águilas reales. En las zonas altas se encuentran los lagos de Khoton y Khurgan.[5] En el parque vive una importante comunidad de kazajos famosos por sus prácticas de caza con águilas, y tuvanos, nómadas chamanistas que pastorean y crían ganado.

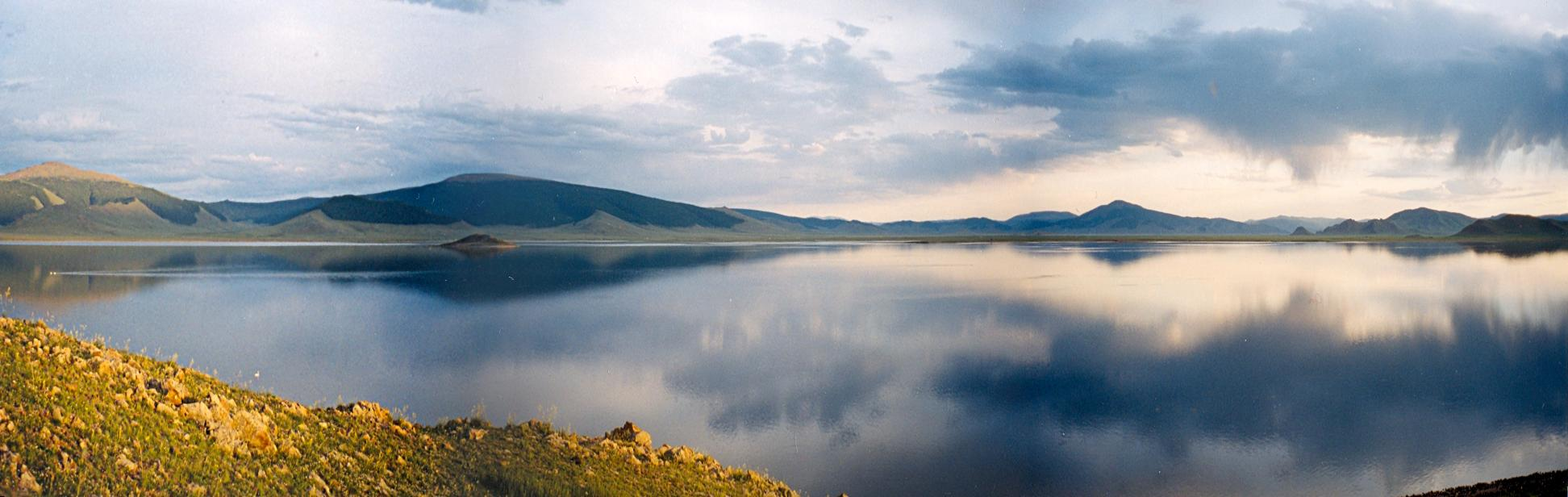
Lago TerkhiinTsagaan

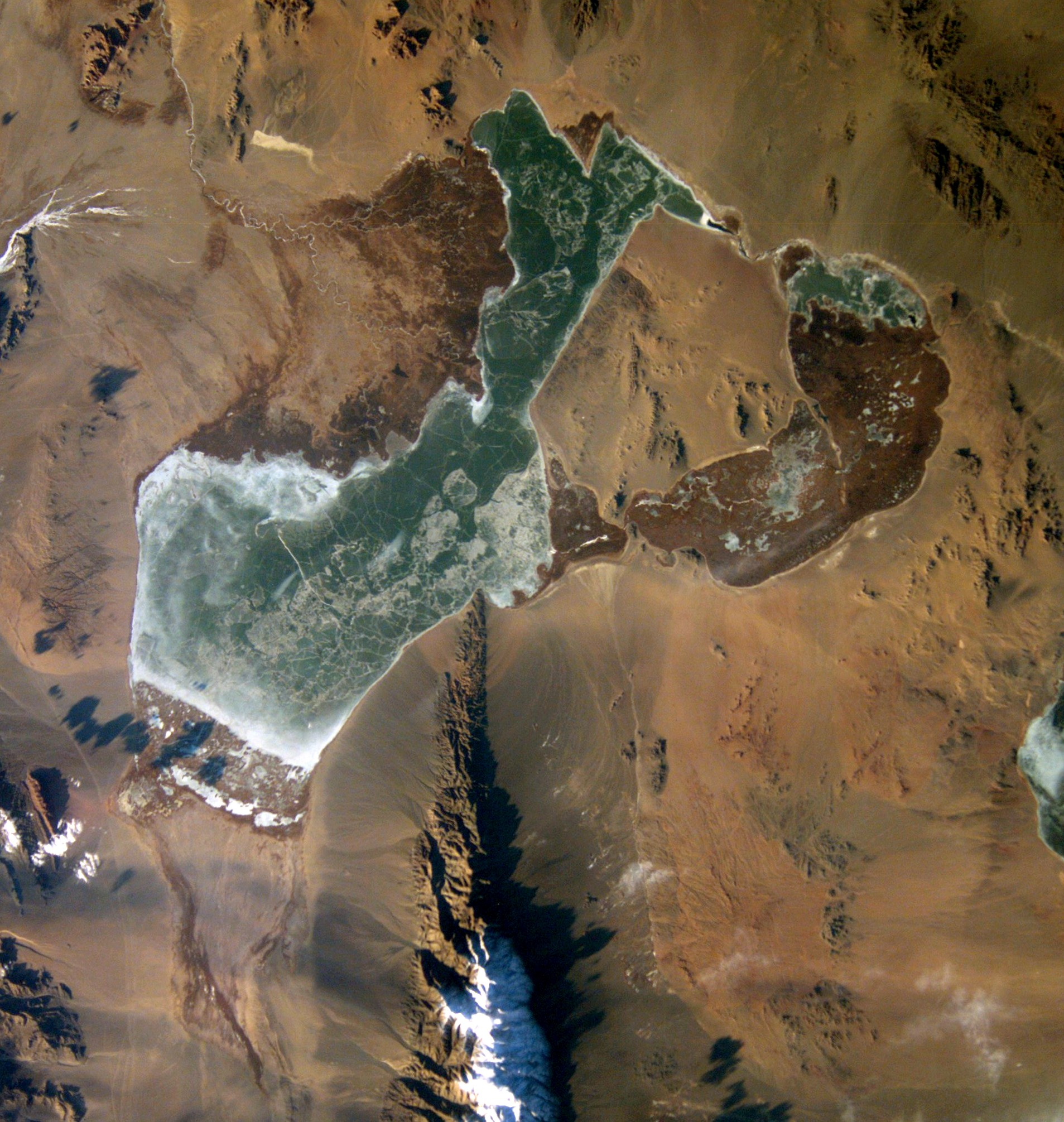
Lago Jar-Us en el Parque nacional de Jar Us Nuur.

- Parque nacional de Jar Us Nuur (8779 km²), o parque nacional del lago Jar-Us, el tercero más grande de Mongolia. Es el más septentrional de un sistema de lagos interconectados: Jar-Us Nuur, Jar Nuur, Dörgön Nuur, Airag Nuur y Jiargas Nuur. El área del primero y más largo, de unos 70 km, es de 1852 km², incluyendo la gran isla de Agbash (o Ak-Bashi, «Cabeza Blanca», con un área de 274 km²), por lo que la superficie real de agua es de sólo 1578 km². Los lagos que forman el parque están bordeados por carrizales de Phragmites y pantanales que albergan unas 200 especies de aves acuáticas. Jar Us está alimentado por el río Khovd Gol, que forma un delta en el oeste, y este se conecta con el lago Dörgön, de 300 km², por un canal. Las precipitaciones son de unos 120 mm anuales, y los lagos se hielan de noviembre a abril.

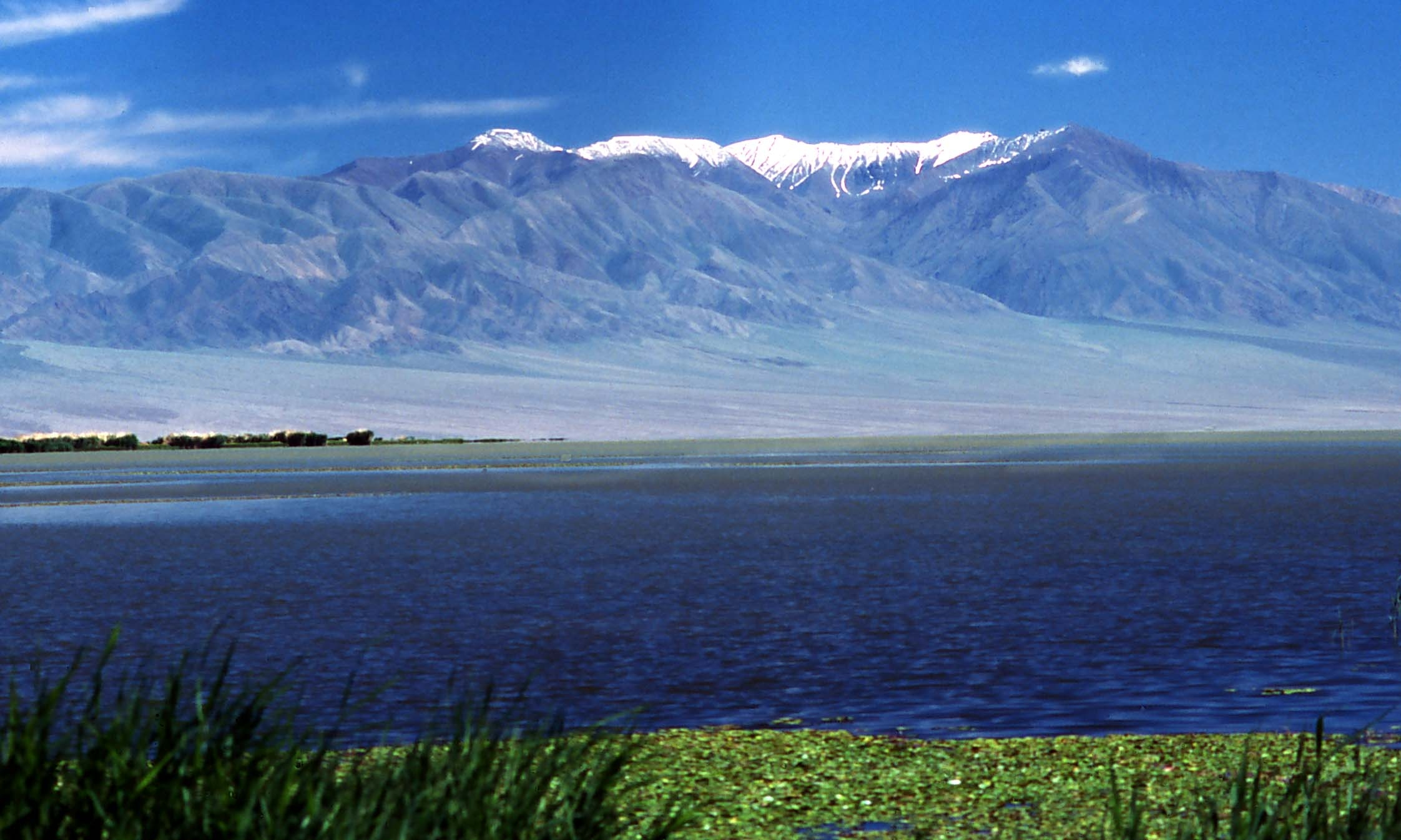
Montaña de Jargalant, de 3796 m, en el extremo sur del parque nacional del lago Jar-Us.

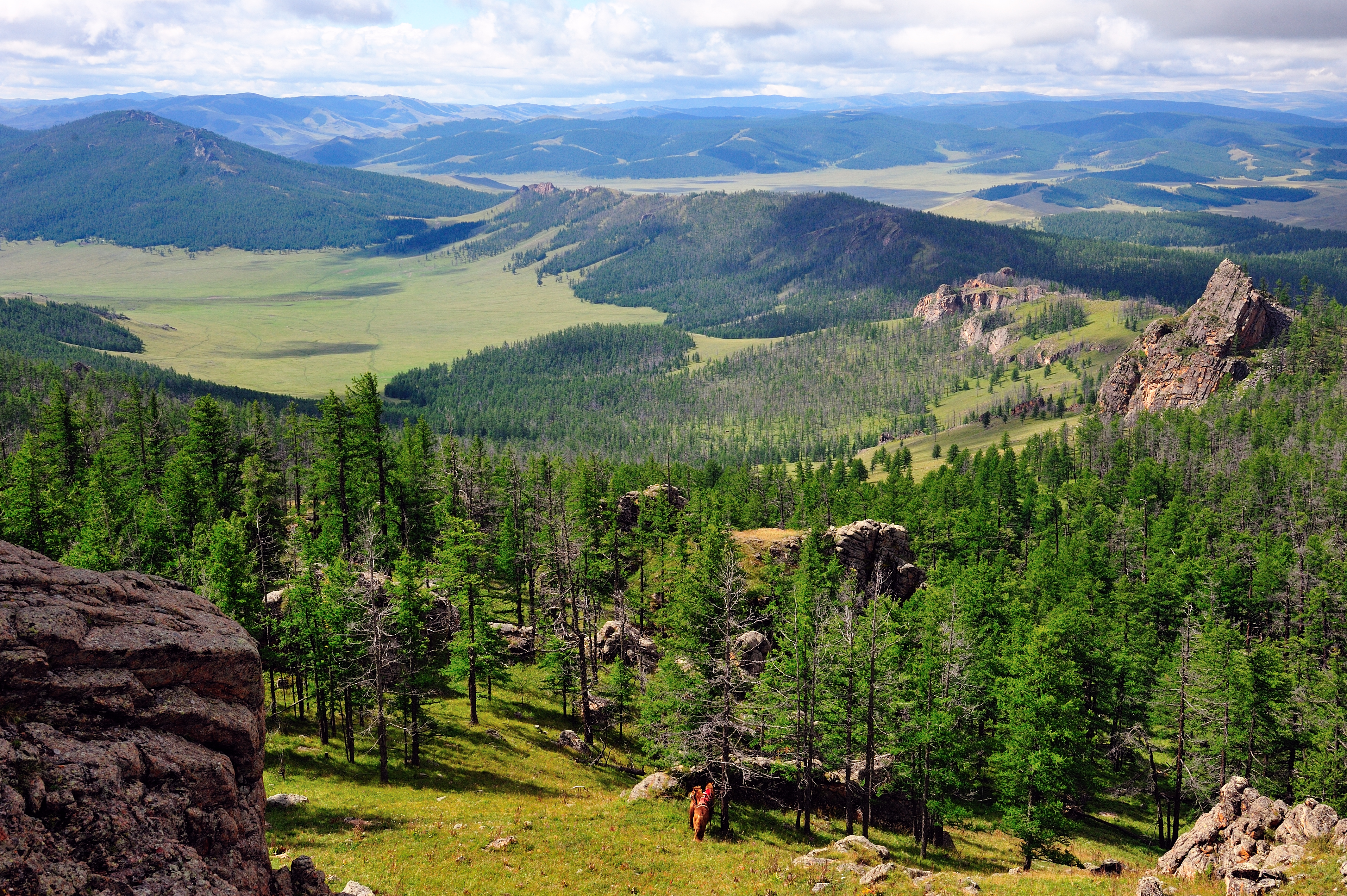
Montañas Khan-Khokhi, en el extremo occidental de las montañas Jangai.

- Parque nacional de Khan-Khokhi Khyargas (2216 km²). Se encuentra en el extremo occidental de las montañas Jangai, en la provincia de Uvs. La montaña de Khan Khokhi o Jan Joji en la transcripción castellana, separa la depresión del lago Uvs de la depresión del lago Jiargas y es una de las diez montañas sagradas de Mongolia. Se encuentra al norte del Parque nacional de Jar Us Nuur. La cima más alta es el Altan Duulga, de 2928 m. Al norte caen unos 300 mm de lluvia, con paisajes esteparios y bosques de alerce de Siberia y Pinus sibirica mientras al sur de la montaña con solo 150 mm la vegetación es semidesértica.
- Parque nacional de Khangai Nuruu (9066 km²)

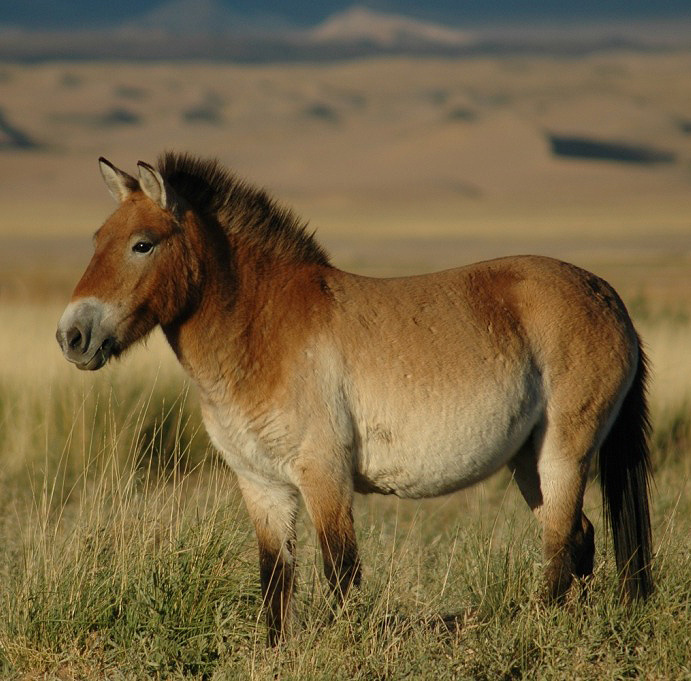
Caballo de Przewalski

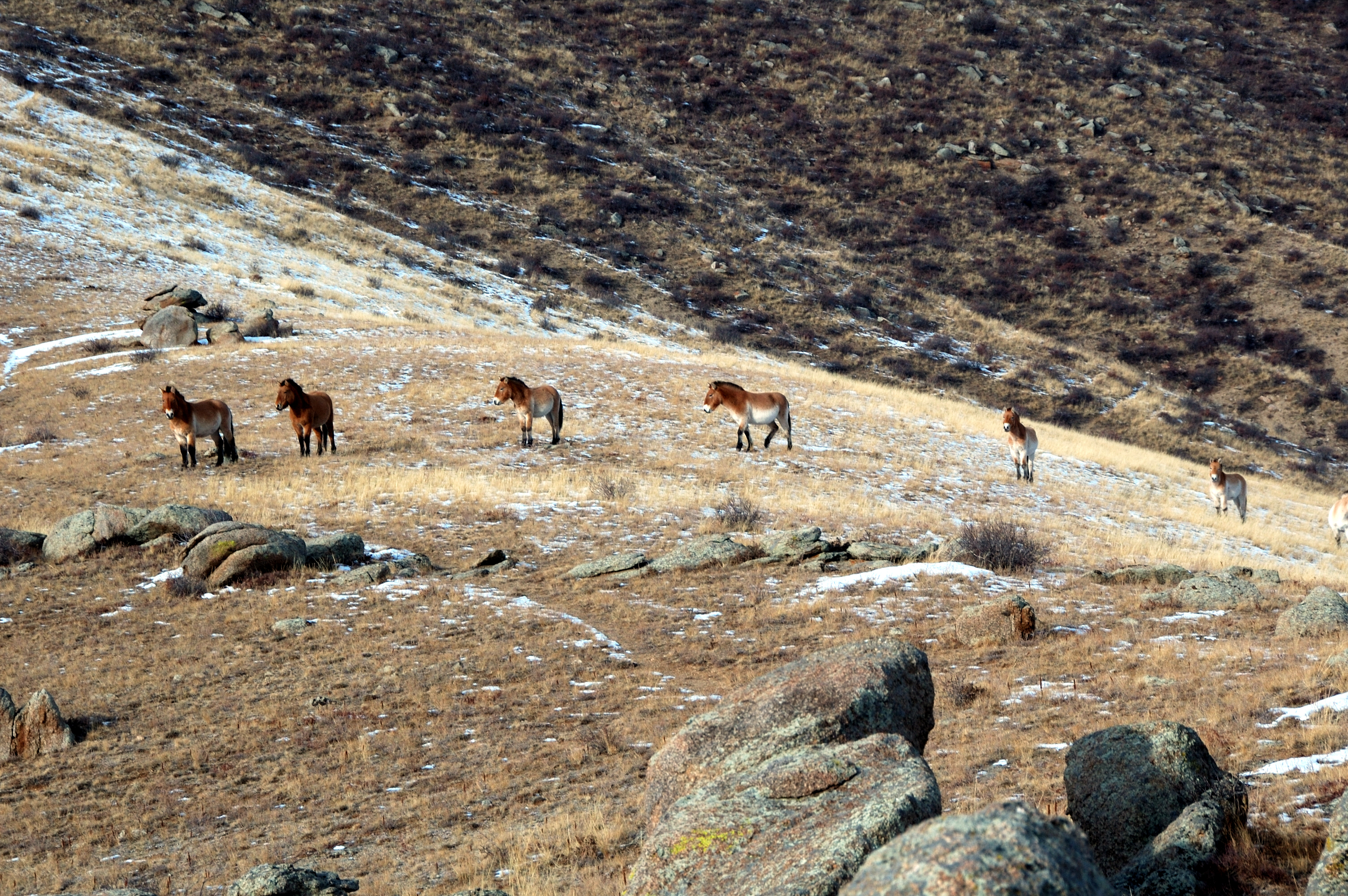
Parque nacional de Khustain Nuruu

- Parque nacional Khustain Nuruu (576 km²), también llamado Parque nacional de Hustai, en la provincia de Töv, es asimismo una reserva de la biosfera de la Unesco. Se convierte en parque nacional con la reintroducción del caballo de Przewalski. También hay ciervo, la gacela de Mongolia o zeren, el lince boreal, el tejón, el lobo gris y el zorro. Hay más de doscientas especies de aves, entre ellas águila real, avutarda común, cigüeña negra, cisne cantor y mochuelo europeo.[6]
- Parque nacional de Onon-Balj (2924 km²)
- Parque nacional de Tarvagatai Nuruu (8885 km²)
- Parque nacional de Tsambagarav Uul (1137 km²)
- Parque nacional de Khorgo-Terkhiin Tsagaan (851 km²). Recibe el nombre del volcán Khorgo y del lago Terkhiin Tsagaan, rodeados por las montañas Khangai, repletas de picos y bosques de álamos abundantes en animales salvajes como la cabra montesa, el ciervo, el oso y diversas especies de aves. Khorgo o Jorgo es un volcán extinto en la provincia de Arjangai, en la vertiente norte de las montañas de Jangái, al este del lago Terjin Tsagan (lago Blanco), formado por la actividad volcánica de la región y sitio Ramsar. El lago tiene 16 km de longitud, de este a oeste, y 4 km de anchura de norte a sur. En el lago hay una isla, Noriin Dund Tolgoi, formada por una emergencia de lava hace siglos, aunque una leyenda cuenta que fue la flecha lanzada por un héroe desde las montañas para tapar un pozo que se habían dejado abierto unos ancianos y que inundó el valle.[7]
- Parque nacional del lago Ubsugul (11 756 km²). El lago Ubsugul, Khuvsgul nuur o Khövsgöl es el segundo más grande de Mongolia, con 2760 km². Se halla a 1645 m de altura, tiene forma alargada de norte a sur, con 136 km de longitud y 262 m de profundidad en su parte más honda. Desagua en el río Eg. Está rodeado por el norte por los montes Sayanes y por el sudoeste por los montes Khoridol Saridag, que culminan en el pico Delgerkhaan, de 3093 m. Se encuentra en plena región de la taiga, rodeado de bosques, y solo es accesible entre junio y septiembre.[8] Hay cabra montesa, argalí, lobo, oso pardo, ciervo almizclero y alce siberiano entre otros. Hay unas 250 especies de aves, especialmente en las cuatro islas del lago, Modon Khui, Khadan Khui, Modot Tolgoi y Baga Khui.[9]

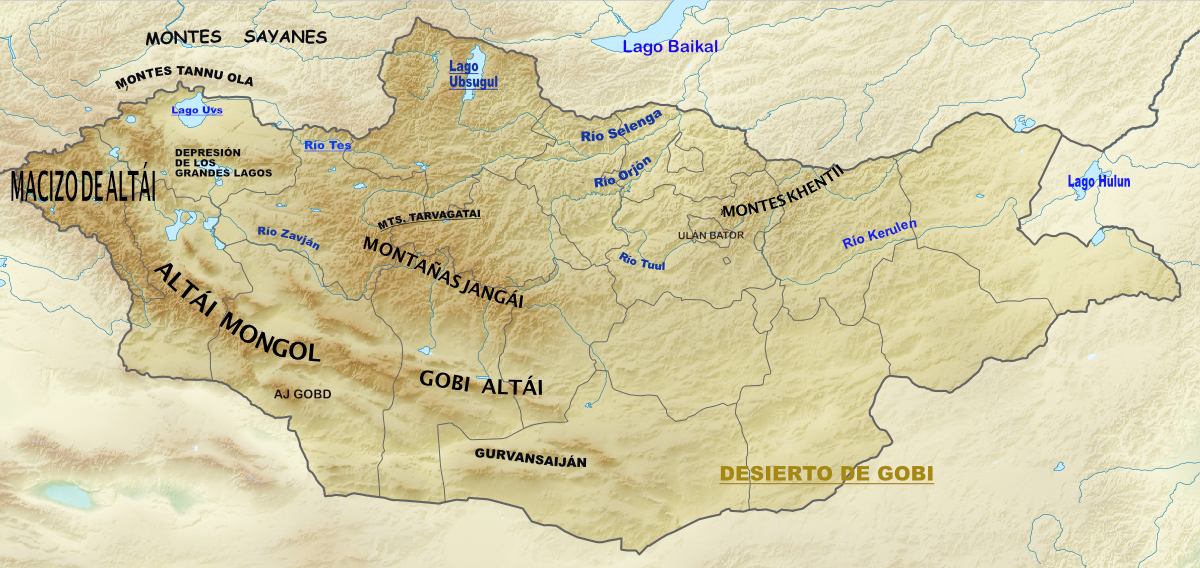
Mapa topográfico de Mongolia, con los principales accidentes geográficos. Se observan las tres principales cordilleras el país, en la mitad oeste: el macizo de Altái; la cordillera de Jangái en el centro; y los montes Khentii en el nordeste.

- Parque nacional de Noyon khangai (566 km²)
- Parque nacional de Siilkhemiin nuruu (699 km²). En la frontera con Rusia, en el extremo noroeste. En 2003 se documentó la presencia de 238 argalís, de los que 29 eran machos, 138 hembras y 58 crías. La reserva se creó en el año 2000 para la conservación de estos animales. Está formada por estepas alpinas con mesetas, estrechos valles y colinas que oscilan entre los 2473 m en el río Bor Borgusen y los 4029 del pico Ij Turgen, en el cruce de las sierras de Chikhacheva, en el extremo norte de los montes Altái, y Sailugem, en el extremo occidental de los montes Sayanes, en la frontera rusa, donde la zona protegida se extiende por el Parque nacional de Sailugem, de 1183 km².[10] En esta zona también se encuentran lobos, zorros, marmotas e íbices, así como gato de Pallas y águila esteparia.[11]
- Parque nacional de Khugnu-Tarna (841 km²)
- Parque nacional de Moltsog Els (4,88 km²). Dunas de arena de Moltsog, al nordeste de los Acantilados Llameantes, en el desierto de Gobi y muy cerca, al norte, del Parque nacional de Khustain nuruu o de Hustai, donde se encuentra el campamento de yurtas (ger camp) para los visitantes.
- Parque nacional de Ikh Bogd uul (2628 km²)
- Parque nacional de Tujiin nars (708 km²)
- Parque nacional de Orkhonii khundii (927 km²)
- Parque nacional de Ulaagchinii khar nuur (2594 km²)
- Parque nacional de Mongol els (2713 km²)
- Parque nacional de Tengis-Shishged goliin ai sav, 8757 km². Establecido en 2011 en el distrito de Tsagaan Nuur, en la provincia o aymag de Hövsgöl, al oeste del lago Ubsugul, es el lugar donde vive la comunidad dukha o tsaatan de pastores de renos, compuesta por unas trescientas personas que huyeron de Tuvá, en Rusia, cuando estalló la Segunda Guerra Mundial y siguen practicando el chamanismo y el pastoreo nómada como antiguamente.[12]
- Parque nacional de Myangan-Ugalzat (3037 km²)
- Parque nacional de Bulgan gol-Ikh Ongog (2460 km²)
- Parque nacional de Munkhkhairkhan-Uenchiin khavtsal, 5060 km²)
- Parque nacional de Chigertein golin ai sav, 1671 km²)
- Parque nacional de Undurkhaan uul (88,2 km²)
- Parque nacional de Zag Baidragiin goliin ekhen sav, 1163 km²)
- Parque nacional de Dariganga (3672 km²)
- Parque nacional de Tesiin gol Bulnain nuruu (3696 km²)
- Parque nacional de Ikh gazriin chuluu (1759 km²). Gran acumulación de rocas en la mayor extensión granítica de Mongolia, en la provincia de Dundgovi, en el desierto de Gobi. Destaca el monte Yurlug, de 1706 m. Hay una cuarentena de cuevas. Se encuentran minerales como el jade, la calcedonia y la fluorita.[13]

## Áreas estrictamente protegidas

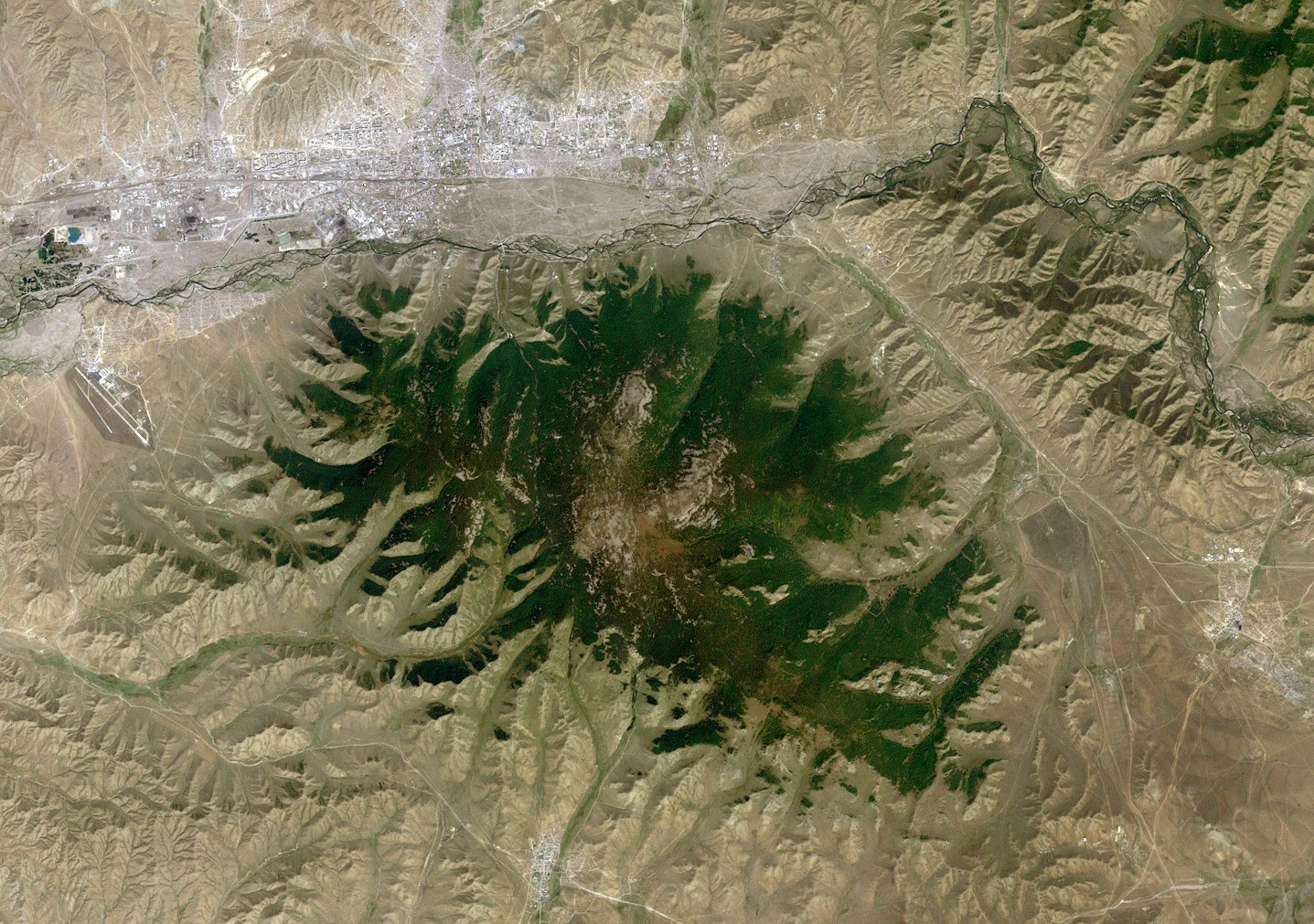
Área estrictamente protegida de Bogd Khan Uul, cerca de Ulan Bator.

En Mongolia se han establecido las siguientes 14 áreas estrictamente protegidas:
- Khasagt Khairkhan uul (267 km²)

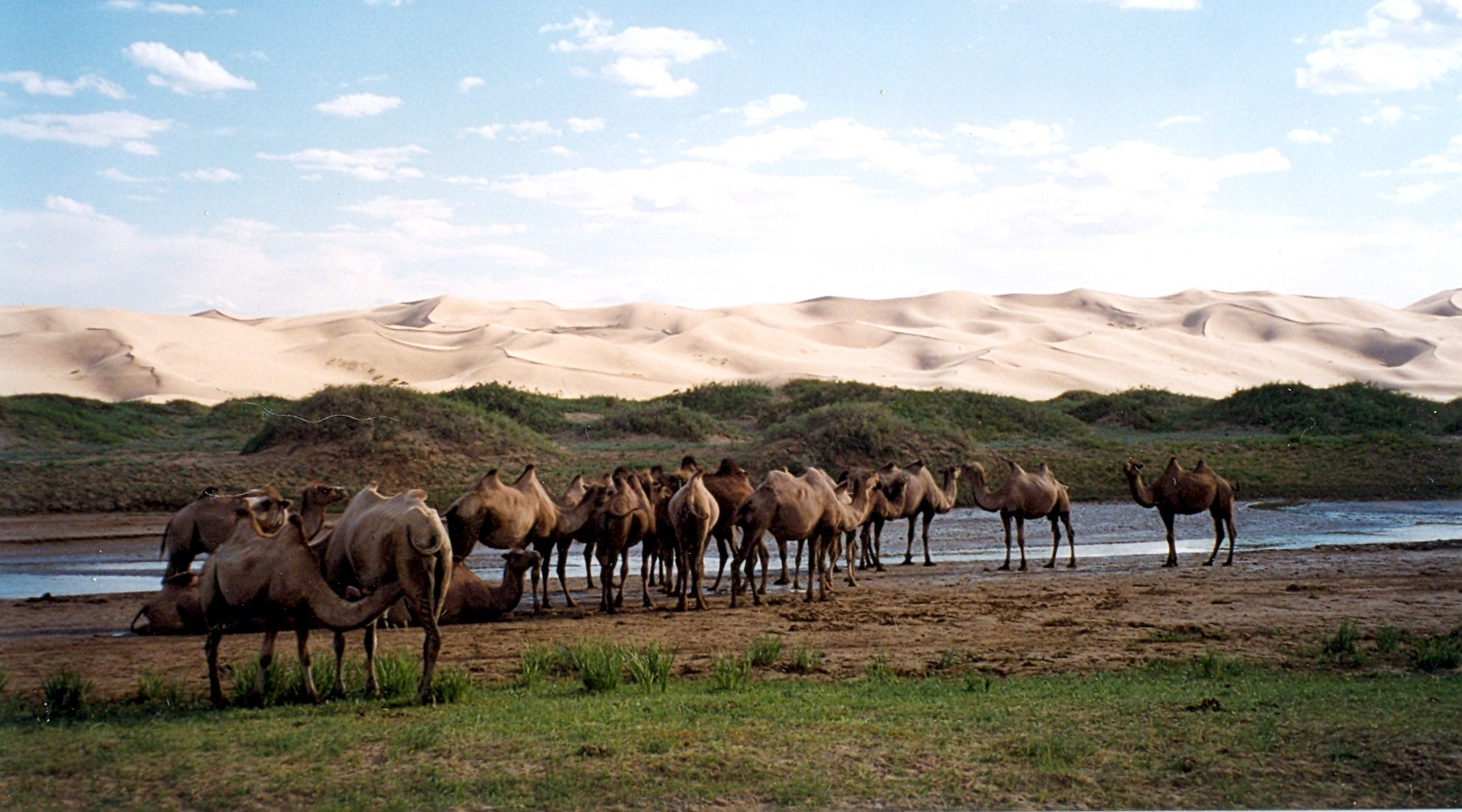
Camello bactriano en el Parque nacional de Gobi Gurvansaiján.

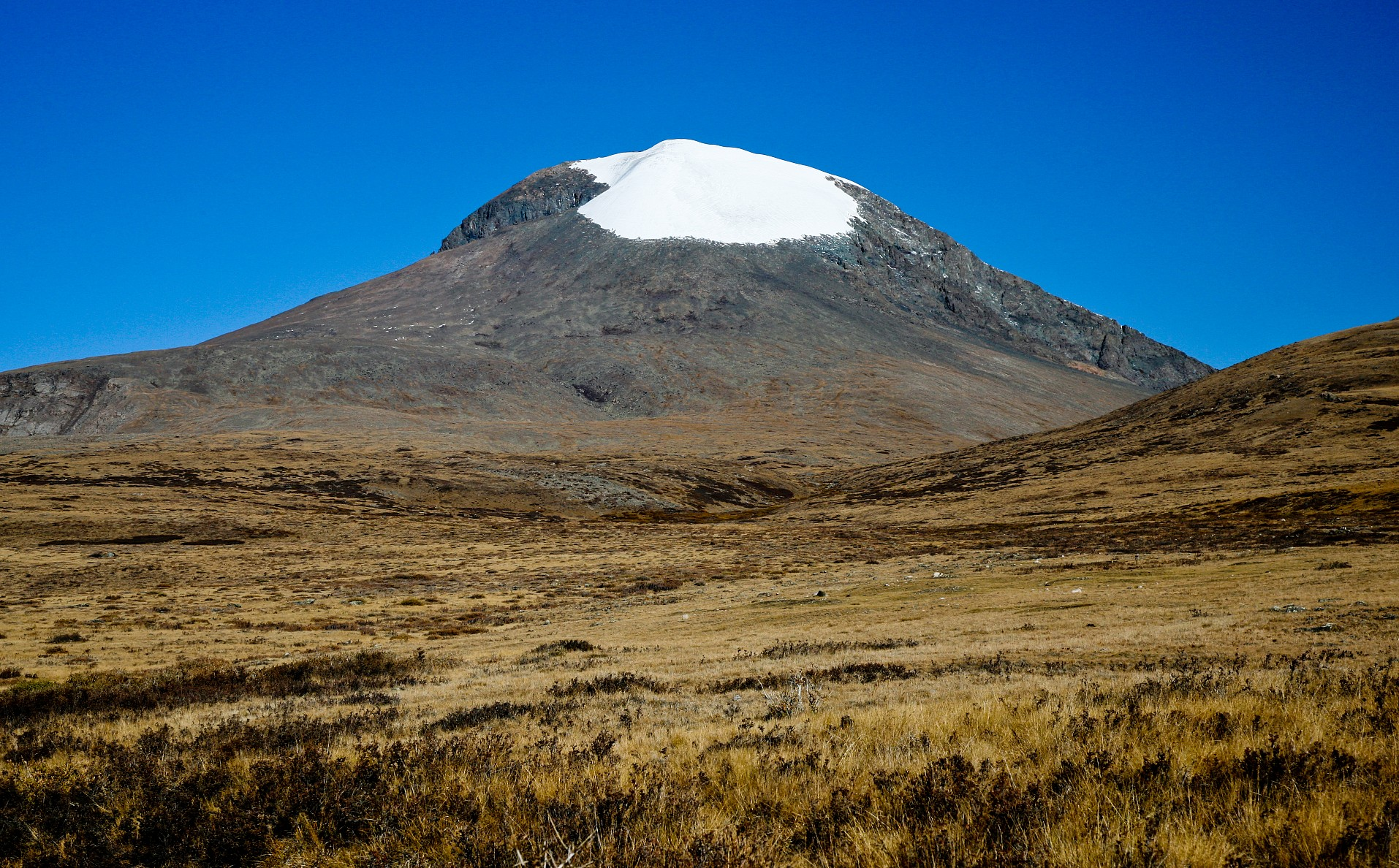
Monte Otgontenger

- Gran Gobi (46 333 km²) o Gobiin ikh, posee una mitad, Gran Gobi A, al este, y otra que no es estricta, Gran Gobi B, al oeste, en frontera con China del desierto de Gobi. Es una extensa zona de estepa desértica, montañas áridas, desiertos y semidesiertos, con temperaturas que oscilan entre mínimas de -40.oC en invierno y máximas de 40.oC en verano, con nieve hasta 97 días al año. Al este, hay montañas bajas, y al oeste, colinas ondulantes. Las altitudes oscilan entre los 1000 y los 2840 m en la frontera. Se ha reintroducido el caballo de Przewalski, y se encuentran la gacela persa y el asno salvaje mongol. El íbice siberiano se encuentra en las montañas, mientras el argalí es raro, como el leopardo de las nieves y el lince. Hay pequeños carnívoros como el zorro rojo, el zorro Corsac, el gato montés y el gato de Pallas. La zona A oriental alberga una comunidad de camello bactriano salvaje[14] y el raro oso del Gobi.[15]
- Bogd Jan Uul (422,7 km²)
- Dornod Mongol (5133 km²). En la frontera sudeste con China, dentro de la Reserva de la biosfera de la Unesco de Dornod Mongol, con 24 285 km², con un núcleo en 2005 de 805 km². Cubre una de las zonas de praderas intactas más grandes del mundo, a una altitud media de 800 m. El paisaje está formado por colinas onduladas, montañas aisladas y dunas, con el dominio de la estepa de Asia central, donde pastan los mayores rebaños de gacelas de la región. Hay unas doce mil personas que viven del pastoreo.[16]
- Numrug (5877 km²)
- Jan Jenti (17 481 km²). Se halla en las montañas Khentii e incluye la montaña sagrada de Burkhan Khaldun, en el nordeste de Mongolia. En la zona, prácticamente deshabitada, hay unas 250 especies de aves y especies en pleigro como el alce, el oso pardo y la mustela. Es zona de importancia internacional para las aves, contigua al Parque nacional de Gorkhi-Terelj, entre las estepas de Dauria y la taiga siberiana, incluyendo tundra en las zonas altas. Los ríos son afleuntes del Onon, el Kerulen y el Tuul. Hay bosques de ribera y de coníferas en las montañas. Hay ciervo almizclero siberiano, glotón, lince, gato de Pallasl, alce, ciervo rojo, oso pardo, nutria, etc., y entre las aves águila moteada, pigargo de Pallas, escribano aureolado, buitre negro, y otras de taiga como urogallo manchado, cárabo uralense, cárabo gavilán y ruiseñor silbador, entre otros.[17]
- Khukh Serkhiin nuruu (757 km²)
- Mongol daguur /B/ (1029 km²)
- Monte Otgontenger (1927 km²). Preserva la montaña sagrada de Otgontenger, de 4021 m, la cima con glaciar más alta de las montañas Jangái. El sur de la montaña posee la pared de granito más extensa de Mongolia. Hay leopardo de las nieves, argalí, quebrantahuesos, taimen siberiano y zorro Corsac.
- Altan els (1502 km²)
- Gobiin baga /A/ (11 478 km²)
- Khoridol-Saridag (2266 km²). Horidol o Joridol según la trasncripción, fue establecida en 1997 y ampliada en 2008 como la reserva más septentrional de argalí, además de albergar otras especies como el uapití, el alce, el oso y el glotón.
- Zed-Khantai-Buteeliin nuruu (6042 km²)
- Ulaan Taiga (4317 km²). En los lugares más remotos de la sierra de Ulaan Taiga, en el noroeste de la provincia de Hövsgöl, entre el valle Darkhad y la frontera con Tuvá, en Rusia. Los ríos Hug, Bos, Muntarag, Guna y Delger Murun forman parte de la cuenca del Yenisei. Hay más de 300 lagos en la zona de la reserva.[18]

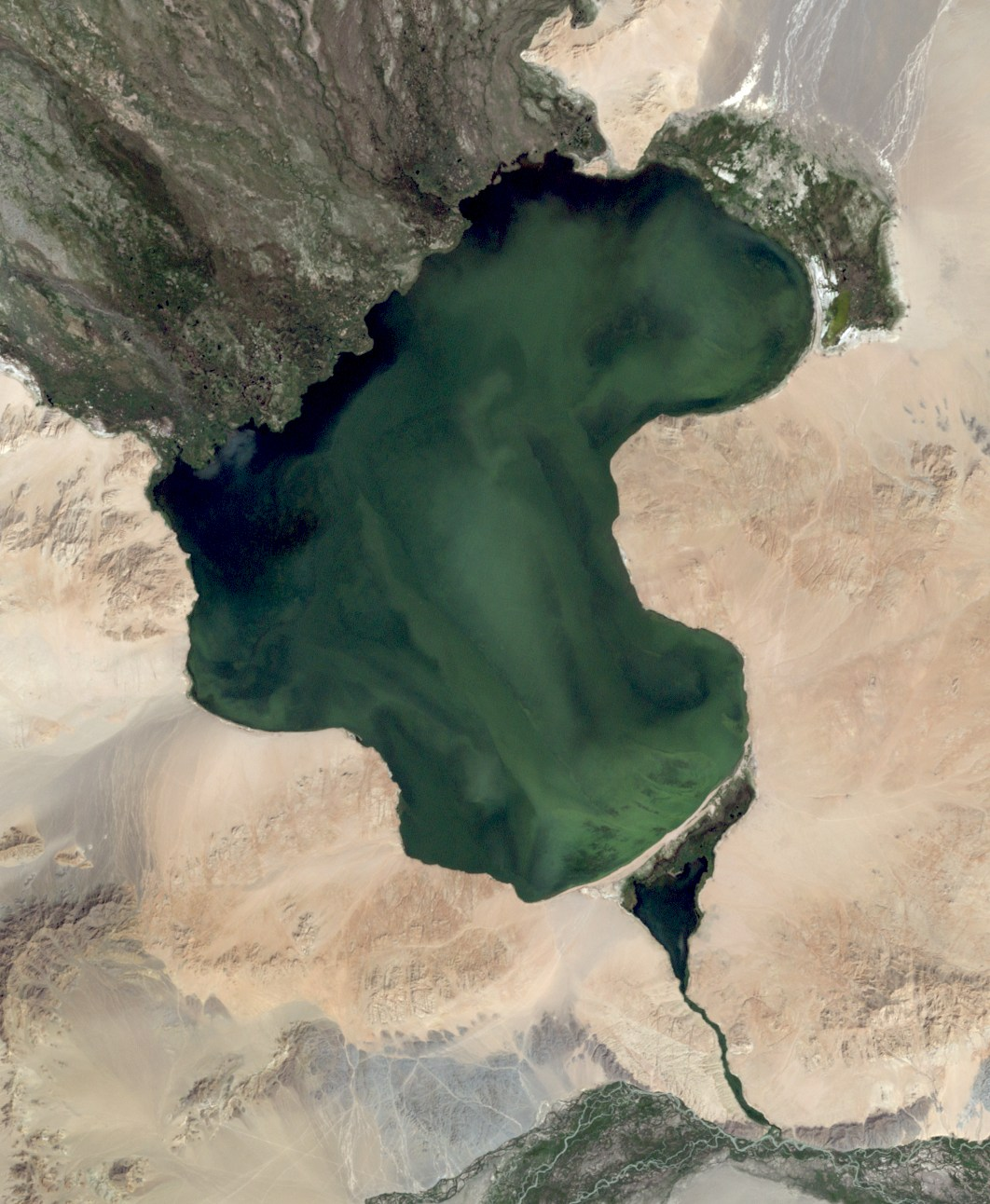
Lago Achit, sitio Ramsar.

## Reservas naturales
En Mongolia se han establecido 32 reservas naturales, destacando:
- Gun Galuut (200 km²), a 130 km al sudeste de Ulan Bator. Se trata de una gran estepa rodeada por los montes de Baits y Berkh, con los lagos Ikh-Gun y Agaya, el río Kerulen y el humedal de Tsengiin Burd. Hay lobos, marmota sibirica, argalí, cigüeña negra y ánsar cisnal entre otros.
- Ikh Nart (665 km²), en la provincia de Dornogovi, a 300 km al sudeste de Ulan Bator. Es un lugar de afloramientos rocosos rodeados de pastizales secos y estepa semidesértica. Se creó para proteger una importante población de argalís, íbices siberianos, gacelas, buitres negros, lobos y otras especies.[19]
- Mankhan (3000 km²), al sur del parque nacional de Jar Us Nuur, al oeste del país, en la provincia de Hovd. Creado junto con la Reserva natural de Sharga para proteger al antílope saiga. También hay gacela persa.
- Reserva natural de Sharga (2860 km²), en el oeste de Mongolia, en la provincia de Govi-Altay. Creada para proteger al antílope saiga.
- Tost Tosonbumba (8966 km²), en el desierto de Gobi, en la frontera con China. Creada para proteger al leopardo de las nieves.

## Reservas de la biosfera
- Reserva de la biosfera de Mongol Daguur (8249 km²), al este de Mongolia, en la provincia de Dornod. Es una las extensiones de pradera intacta más grandes del mundo, Junto con la Reserva natural de Dauria, en Rusia, forma el sitio patrimonio de la humanidad de «Los paisajes de Dauria», o Transbaikalia. El centro de la reserva es área estrictamente protegida. Su altitud media es de 800 m y se extiende a lo largo de unos 200 km de la frontera china.[20]
- Gran Gobi (9271 km²)
- Montañas de Boghd Khan (673 km²)
- Cuenca del lago Uvs (7125 km²)
- Khustai (506 km²)

## Sitios Ramsar

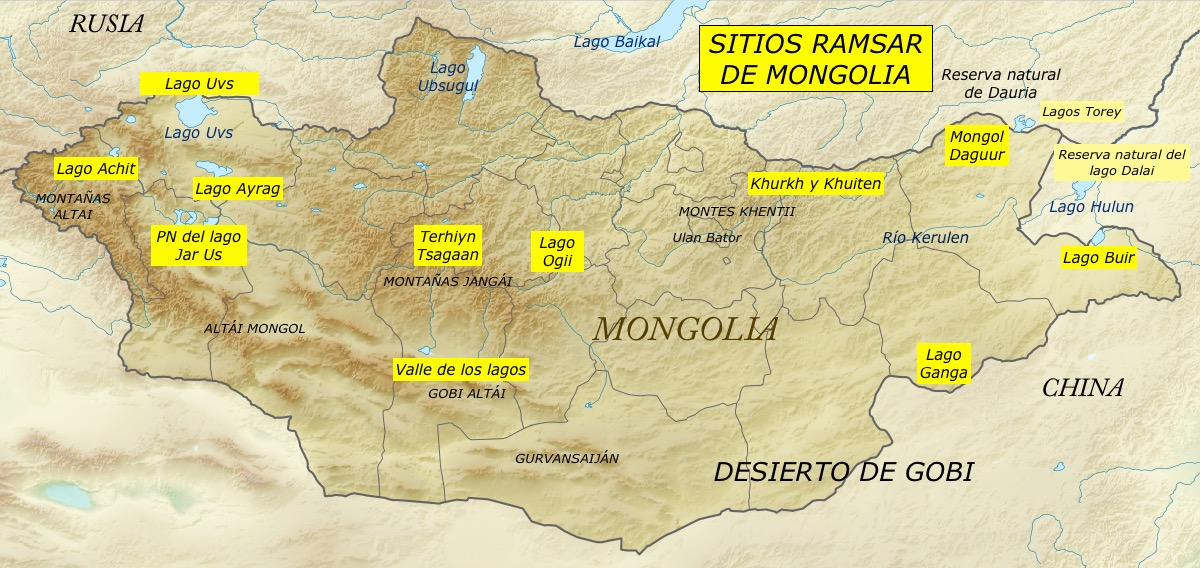
Sitios Ramsar de Mongolia

En Mongolia hay 11 sitios considerados humedales de importancia internacional que protegen un área de 14 395 km²:
- Lago Airag (450 km²), 48°52′N 93°25′E
- Lago Achit y humedales adyacentes (737 km²), 49°40′N 90°34′E
- Lago Ganga y humedales adyacentes (32,8 km²), 45°15′N 114°00′E
- Lago Buir y humedales adyacentes (1040 km²), 47°48′N 117°40′E
- Lago Uvs y humedales adyacentes (5850 km²), 50°19′N 92°45′E
- Mongol Daguur (2100 km²), 49°42′N 115°06′E.[22]
- Lagos en el valle del río Khurkh-Khuiten (429 km²), 48°18′N 110°34′E.[23]
- Parque nacional de Jar Us Nuur (3232 km²), 47°58′N 92°49′E
- Lago Terhiyn Tsagaan (61 km²), 48°10′N 99°43′E
- Valle de los lagos (456 km²), 45°18′N 100°07′E

## Montañas sagradas de Mongolia

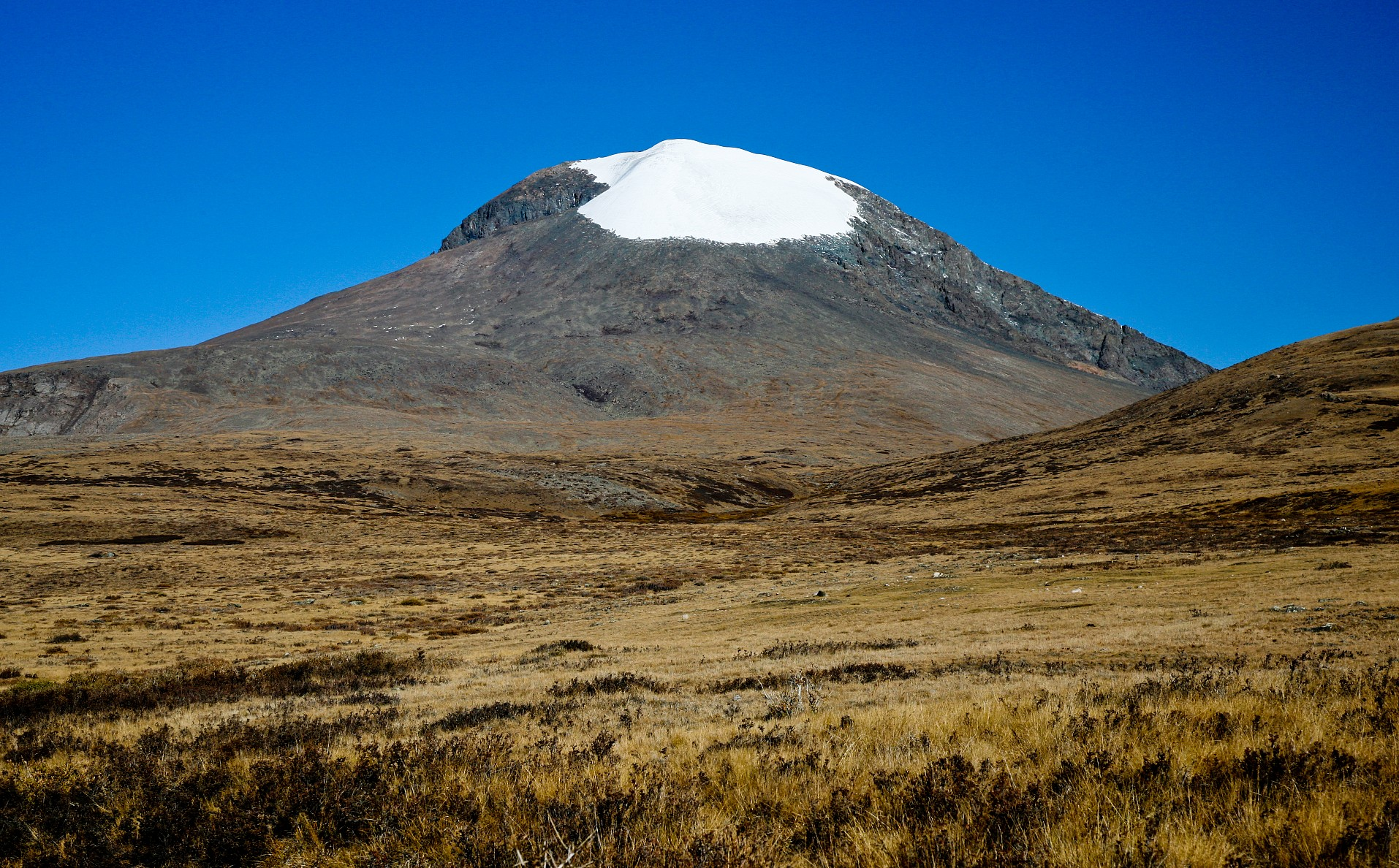
Montaña sagrada de Otgontenger, de 4031 m, la cima más alta de las montañas Jangái.

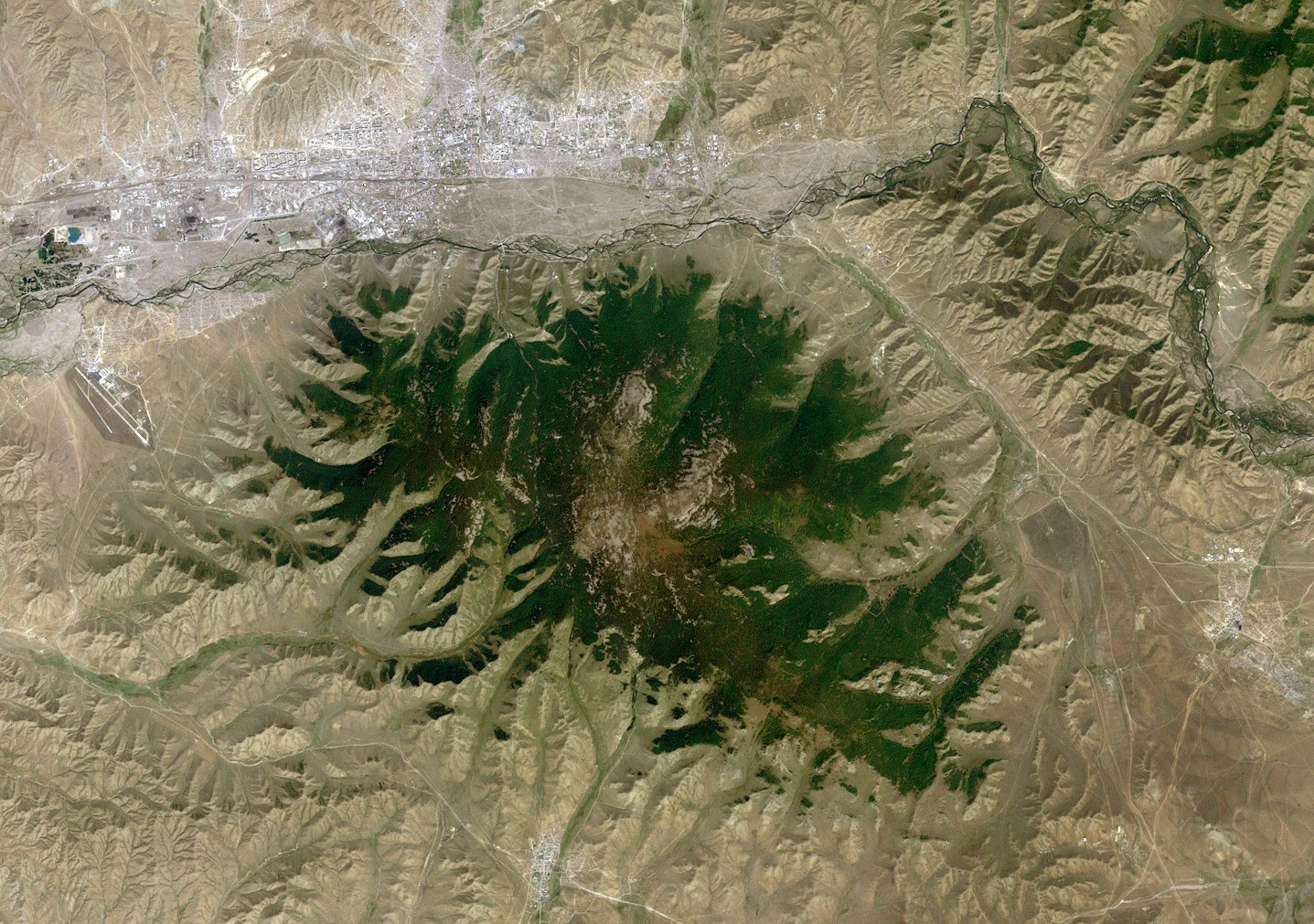
Montaña sagrada de Bogd Khan Uul. Al noroeste se observa la capital, Ulan Bator.

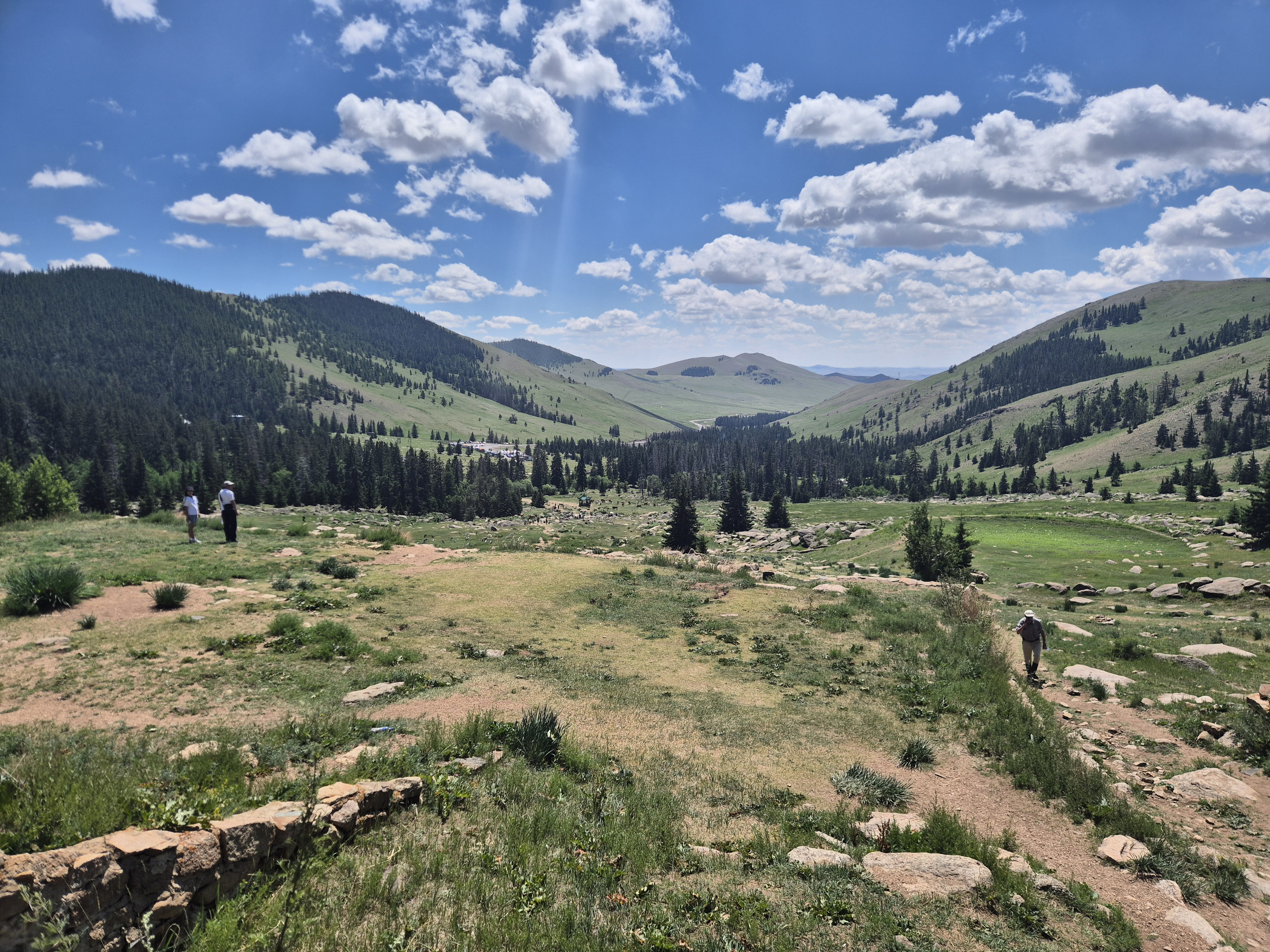
Montaña sagrada de Bogd Khan Uul, donde se encuentra el monasterio de Manzushri Jiid.

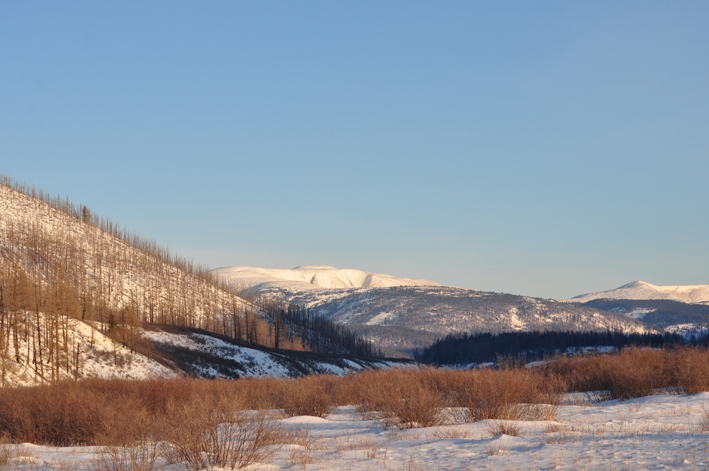
Montaña Burkhan Khaldun, en los montes Khentii.

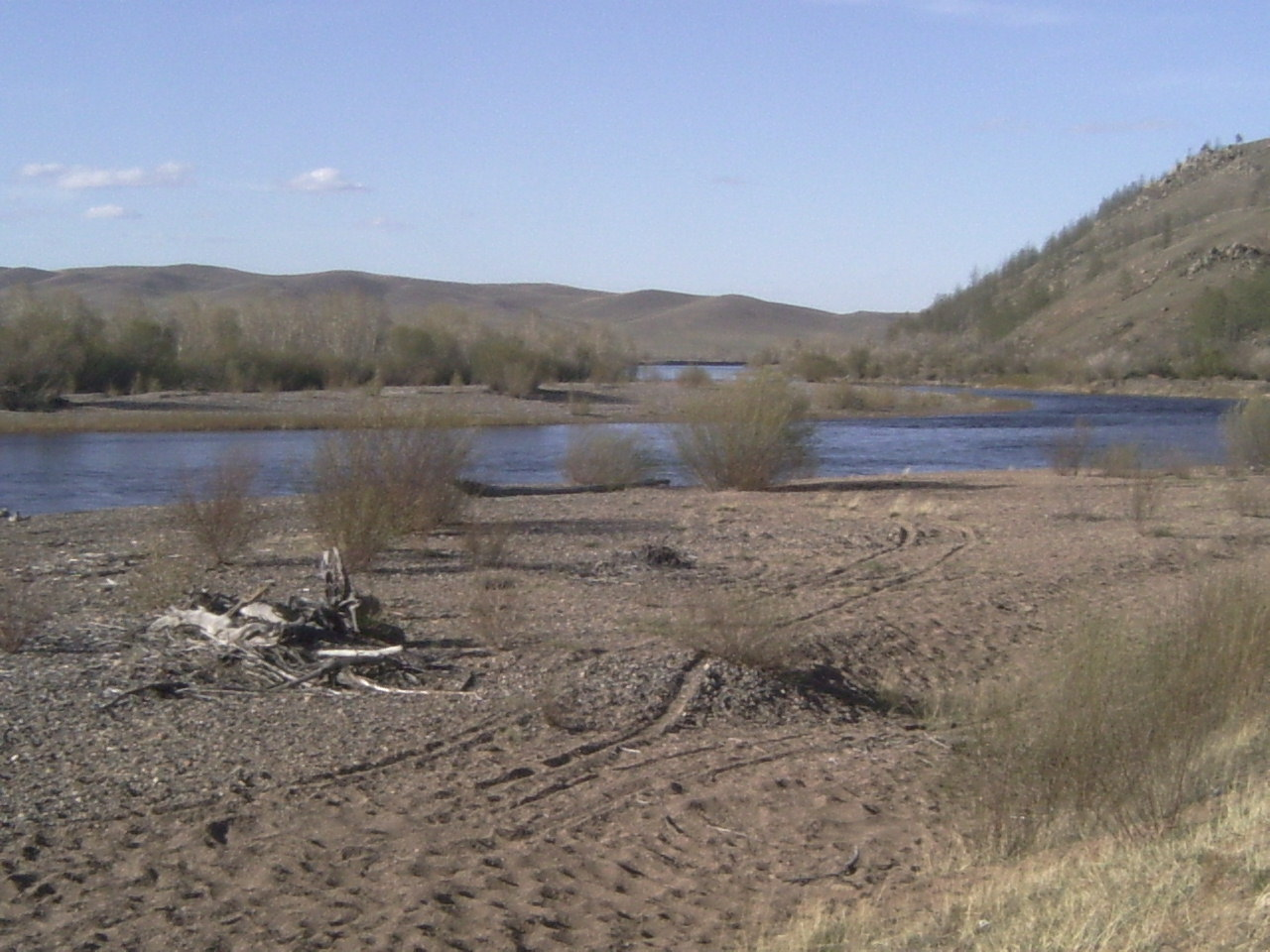
El río Onon en otoño, donde se cree que nació y se crio Gengis Kan, en las montañas Khentii.

En Mongolia, de los más de 1000 sitios catalogados como lugares sagrados, destacan seis montañas sagradas veneradas por los nómadas mongoles. En tiempos, las montañas sagradas eran reverenciadas mediante rituales chamánicos que más tarde fueron enriquecidos por las enseñanzas budistas y sus ritos. Desde 1995, una serie de seis montañas fueron declaradas «Montañas sagradas estatales», que desde 2015, forman parte de la lista indicativa de bienes que el país remite a la ONU para ser declarados Patrimonio de la Humanidad. En 2018 había, sin embargo, diez montañas sagradas designadas por decreto presidencial, con un estatus especial de sitio protegido.
El chamanismo y el budismo adoran las montañas mediante la construcción de ovoos (cumulaciones de piedras) chamánicas y la lectura de sutras budistas.
- monte Otgontenger, 49°30′50″ N, 97°20′50″ E. Provincia de Zavhan, distrito (soum) de Otgon. La cima más alta de las montañas Jangái, de 4031 m. En la cima hay un glaciar que existe desde la edad del Hielo. Se realizan rituales chamánicos, y durante las ceremonias se lee el sutra creado por el lama Agvaanprinlaijamts (1860-1936).
- Eej Khairkhan, 44°6′65″ N, 44°56′30,65″ E. Provincia de Govi-Altay, distrito de Tsogt. Se encuentra en la depresión formada entre las cadenas del Mongol Altái y el Gobi-Altái. Es una montaña de granito de 2274 m en el centro del desierto en el valle de Zakhui Zarman y rodeada por ricos oasis con saxaúl, álamos, cañizos y tarajes. Tiene formaciones rocosas únicas y está en el corredor de paso de animales en peligro como el argalí, el íbice y el leopardo de las nieves. En tiempos se realizaban aquí rituales chamánicos. Actualmente, es destino de peregrinos y turistas. El sutra relacionado se llama "Khatan Khairkhanii Ariusgal Takhil, Uils Daatgal Orshvoi".
- Khanbayanzurkh, Provincia de Dornogovi, distrito de Sainshand. Es un antiguo volcán extinto de 1032 m, adorado por los habitantes del lugar desde tiempo inmemorial. Conocida por los nombres de Montaña Negra, Montaña de los Deseos o Chandmani. Hay tres templos funerarios de madera, Ariyabal, Nugneen y Danzanravjaa. El conocido escritor budista, Dulduityn Danzanravjaa, adoraba la montaña.
- The Great Bogd o Bogd Khairkhan, 44°59′35″ N, 100°13′55″ E. Provincia de Bayanhongor, distritos de Bogd, Jinst, Bayangovi y Bayanlig. Es una cadena montañosa de unos 60 km de longitud que alcanza los 3957 m de altura en la región de Gobi. Se recita el sutra creado por Triumphant Abbot Damtsagdorj (1781-1855). Fue declarada Montaña Tótem por la provincia de Bayanhongor. Bogd alude a una de las encarnaciones de Buda. La deidad chamánica asociada a la montaña es Dunjingarav.
- Altan Ovoo o Dari Ovoo, 45°21′49″ N, 114°30′50″ E. Provincia de Sühbaatar, distrito o soum de Dariganga. Montaña de 1354 m en una zona esteparia, donde hay unos 200 conos volcánicos. Al sur de la montaña se encuentran los lagos Duut y Ganga, que es sitio Ramsar, el manantial Dagshin y dunas. En el sudeste hay cuatro estatuas de roca del rey Khan, la reina Khatan, el príncipe y la princesa, que podrían ser del siglo XVIII.[26]
- Sutai Khairkhan, 46°38′7″ N, 93°32′35″ E. Provincia de Hovd, distritos de Darvi y Tsetseg Tonkhil, y provincia de Govi-Altay, distritos de Tonkhil y Darvi. Montaña de 4250 m con el paisaje característico de la meseta de Asia central. El sutra usado en los rituales se llama “Sutai khany san”.
- Bogd Jan Uul o Bogd Khan, 47°48′14″N 106°59′11″E. En las afueras de Ulan Bator, al sur de la capital, con una altura de 2261 m. Es sitio protegido desde 1783 por la dinastía Ching por su belleza. También llamada montaña del Santo Kan, en ella se encuentra el monasterio de Manzushri Jiid, dedicado a Manjushri, el Bodhisattva de la sabiduría. El nombre actual de la montaña se debe al primer y único kan de Mongolia, Bogd Khan (1869-1924), tras independizarse de la dinastía Ching en 1911. Bogd alude a una de las encarnaciones de Buda.
- Burkhan Khaldun, 48°45′43″N 109°00′37″E, 2445 m. Es una de las montañas Khentii, en el nordeste de Mongolia. Se dice que aquí nacieron Gengis Kan y su general Subutai. Hay tres importantes ovoos donde se realizan rituales y ofrendas en honor de Gengis Kan. En la zona hay bosques de coníferas del tipo taiga y animales como el ciervo almizclero y el alce. Forma parte del Área Estrictamente Protegida de Khan Khentii, que abarca 12 270 km². En esta zona las lluvias son más abundantes que en el resto del país, alcanzan los 280–360 mm, casi todo en verano.[27] Son el origen de varios ríos importantes, entre ellos el río Onon y el río Kherlen, afluentes del Amur, y los ríos Tuul, Kharaa y Yeruu, afluentes del río Selengá.
- Altan Khukhii, montaña aislada en la depresión de los grandes lagos perteneciente a los montes Altái. Es reserva natural, con 907 km², entre las provincias de Uvs y Hovd, en la parte sudoccidental de las sierras de Harhiraa y Siilhem.[28]
- Khan Khukhii, en el Parque nacional de Khan-Khokhi Khyargas (2216 km²), en el extremo occidental de las montañas Jangai, en la provincia de Uvs. Hay numerosos túmulos funerarios en la zona.
- Suvrag Khairkhan, en las montañas Jangai, en la provincia de Arjangai, distrito de Tsenkher. Culmina a 3719 m y es montaña sagrada regional.